# 1161
Il 1161 (MCLXI in numeri romani) è un anno  del XII secolo.

## Eventi

### Luglio
- 28 luglio - Le truppe di Federico Barbarossa assediano e radono al suolo la città di Iseo, nel bresciano.

## Nati
- 22 febbraio - Papa Innocenzo III, papa e cardinale italiano († 1216)
- Baldovino IV di Gerusalemme, sovrano franco († 1185)
- Beatrice d'Albon, nobile francese († 1228)
- Börte, imperatrice mongola († 1230)
- Costanza di Bretagna, nobile francese († 1201)
- Sancho I di Provenza, conte († 1223)
- Richard de Morins, religioso e storico britannico († 1242)

## Morti
- 3 febbraio - Inge I di Norvegia, re norvegese (n. 1135)
- 18 aprile - Teobaldo di Bec, arcivescovo cattolico e abate normanno
- 17 giugno - Ranieri Scacceri, religioso e santo italiano (n. 1118)
- 11 settembre - Melisenda di Gerusalemme, sovrana (n. 1105)
- 11 settembre - Tala'i' ibn Ruzzik, berbero
- 12 ottobre - Enrico VII di Carinzia, nobile tedesco
- 28 ottobre - Imaro di Frascati, abate, vescovo cattolico e cardinale francese
- Al-Azimi, storico arabo (n. 1090)
- Bartan Baator, sovrano e condottiero mongolo
- Christina di Markyate, badessa e mistica inglese
- Fergus di Galloway, nobile scozzese
- Magnus II Henriksen di Svezia, re svedese (n. 1130)
- Matteo Bonello, nobile normanno
- Odone di Morimond, abate e teologo francese (n. 1116)
- Ruggero IV di Puglia, nobile normanno (n. 1152)
- Sofia d'Ungheria, nobile ungherese
- Ugone, arcivescovo cattolico normanno
- Astaldo degli Astalli, cardinale italiano
- Pellegrino di Povo di Beseno di Manzano, patriarca cattolico italiano
- Ibn Zuhr, medico e chirurgo arabo (n. 1091)

## Calendario
| Calendario 1161 | Calendario 1161 | Calendario 1161 | Calendario 1161 | Calendario 1161 | Calendario 1161 | Calendario 1161 | Calendario 1161 | Calendario 1161 | Calendario 1161 | Calendario 1161 | Calendario 1161 | Calendario 1161 | Calendario 1161 | Calendario 1161 | Calendario 1161 | Calendario 1161 | Calendario 1161 | Calendario 1161 | Calendario 1161 | Calendario 1161 | Calendario 1161 | Calendario 1161 | Calendario 1161 | Calendario 1161 | Calendario 1161 | Calendario 1161 | Calendario 1161 | Calendario 1161 | Calendario 1161 | Calendario 1161 | Calendario 1161 | Calendario 1161 |
| --------------- | --------------- | --------------- | --------------- | --------------- | --------------- | --------------- | --------------- | --------------- | --------------- | --------------- | --------------- | --------------- | --------------- | --------------- | --------------- | --------------- | --------------- | --------------- | --------------- | --------------- | --------------- | --------------- | --------------- | --------------- | --------------- | --------------- | --------------- | --------------- | --------------- | --------------- | --------------- | --------------- |
|                 | 1               | 2               | 3               | 4               | 5               | 6               | 7               | 8               | 9               | 10              | 11              | 12              | 13              | 14              | 15              | 16              | 17              | 18              | 19              | 20              | 21              | 22              | 23              | 24              | 25              | 26              | 27              | 28              | 29              | 30              | 31              |                 |
| Gennaio         | Do              | Lu              | Ma              | Me              | Gi              | Ve              | Sa              | Do              | Lu              | Ma              | Me              | Gi              | Ve              | Sa              | Do              | Lu              | Ma              | Me              | Gi              | Ve              | Sa              | Do              | Lu              | Ma              | Me              | Gi              | Ve              | Sa              | Do              | Lu              | Ma              |                 |
| Febbraio        | Me              | Gi              | Ve              | Sa              | Do              | Lu              | Ma              | Me              | Gi              | Ve              | Sa              | Do              | Lu              | Ma              | Me              | Gi              | Ve              | Sa              | Do              | Lu              | Ma              | Me              | Gi              | Ve              | Sa              | Do              | Lu              | Ma              |                 |                 |                 |                 |
| Marzo           | Me              | Gi              | Ve              | Sa              | Do              | Lu              | Ma              | Me              | Gi              | Ve              | Sa              | Do              | Lu              | Ma              | Me              | Gi              | Ve              | Sa              | Do              | Lu              | Ma              | Me              | Gi              | Ve              | Sa              | Do              | Lu              | Ma              | Me              | Gi              | Ve              |                 |
| Aprile          | Sa              | Do              | Lu              | Ma              | Me              | Gi              | Ve              | Sa              | Do              | Lu              | Ma              | Me              | Gi              | Ve              | Sa              | Do              | Lu              | Ma              | Me              | Gi              | Ve              | Sa              | Do              | Lu              | Ma              | Me              | Gi              | Ve              | Sa              | Do              |                 |                 |
| Maggio          | Lu              | Ma              | Me              | Gi              | Ve              | Sa              | Do              | Lu              | Ma              | Me              | Gi              | Ve              | Sa              | Do              | Lu              | Ma              | Me              | Gi              | Ve              | Sa              | Do              | Lu              | Ma              | Me              | Gi              | Ve              | Sa              | Do              | Lu              | Ma              | Me              |                 |
| Giugno          | Gi              | Ve              | Sa              | Do              | Lu              | Ma              | Me              | Gi              | Ve              | Sa              | Do              | Lu              | Ma              | Me              | Gi              | Ve              | Sa              | Do              | Lu              | Ma              | Me              | Gi              | Ve              | Sa              | Do              | Lu              | Ma              | Me              | Gi              | Ve              |                 |                 |
| Luglio          | Sa              | Do              | Lu              | Ma              | Me              | Gi              | Ve              | Sa              | Do              | Lu              | Ma              | Me              | Gi              | Ve              | Sa              | Do              | Lu              | Ma              | Me              | Gi              | Ve              | Sa              | Do              | Lu              | Ma              | Me              | Gi              | Ve              | Sa              | Do              | Lu              |                 |
| Agosto          | Ma              | Me              | Gi              | Ve              | Sa              | Do              | Lu              | Ma              | Me              | Gi              | Ve              | Sa              | Do              | Lu              | Ma              | Me              | Gi              | Ve              | Sa              | Do              | Lu              | Ma              | Me              | Gi              | Ve              | Sa              | Do              | Lu              | Ma              | Me              | Gi              |                 |
| Settembre       | Ve              | Sa              | Do              | Lu              | Ma              | Me              | Gi              | Ve              | Sa              | Do              | Lu              | Ma              | Me              | Gi              | Ve              | Sa              | Do              | Lu              | Ma              | Me              | Gi              | Ve              | Sa              | Do              | Lu              | Ma              | Me              | Gi              | Ve              | Sa              |                 |                 |
| Ottobre         | Do              | Lu              | Ma              | Me              | Gi              | Ve              | Sa              | Do              | Lu              | Ma              | Me              | Gi              | Ve              | Sa              | Do              | Lu              | Ma              | Me              | Gi              | Ve              | Sa              | Do              | Lu              | Ma              | Me              | Gi              | Ve              | Sa              | Do              | Lu              | Ma              |                 |
| Novembre        | Me              | Gi              | Ve              | Sa              | Do              | Lu              | Ma              | Me              | Gi              | Ve              | Sa              | Do              | Lu              | Ma              | Me              | Gi              | Ve              | Sa              | Do              | Lu              | Ma              | Me              | Gi              | Ve              | Sa              | Do              | Lu              | Ma              | Me              | Gi              |                 |                 |
| Dicembre        | Ve              | Sa              | Do              | Lu              | Ma              | Me              | Gi              | Ve              | Sa              | Do              | Lu              | Ma              | Me              | Gi              | Ve              | Sa              | Do              | Lu              | Ma              | Me              | Gi              | Ve              | Sa              | Do              | Lu              | Ma              | Me              | Gi              | Ve              | Sa              | Do              |                 |